# TCDD DH9500
TCDD DH9500 — серія тепловозів, використовуваних державною компанією Турецька залізниця. Всього було побудовано 26 екземплярів, які були виготовлені в 1999 році компанією TÜLOMSAŞ. У локомотивах використовується дизельний двигун 8-ми циліндровий MTU 8V 396 TC 13 з аспірацією з системою турбонаддування. 
Локомотиви мають потужність 950 к.с і в змозі розвивати швидкість до 80 км/год. Вага локомотива становить 68 тонн при довжині 13 250 мм.